# Child Rebel Soldier
Child Rebel Soldier, kurz auch CRS, ist eine im Juni 2007 gegründete Hip-Hop-Formation, die aus den Rappern Kanye West, Pharrell Williams und Lupe Fiasco besteht.

## Gründung
Zunächst existierte nur ein Zeitungsartikel auf hiphopdx.com, der die Gründung der Supergroup bekannt gab. Zeitgleich wurde ein Song Us Placers, in dem als Sample The Eraser von Thom Yorke verwendet wird, auf Wests Mixtape Can’t Tell Me Nothing veröffentlicht. Der von Fiasco geschriebene Song konnte den 43. Rang in den jährlich publizierten Charts des Rolling Stone Magazins erreichen. Schon nachdem Us Placers herausgekommen war, entwickelte sich eine Fangemeinschaft. Aufgrund des großen Erfolges, den die drei jeweils als Solokünstler erzielen konnten, wurde erwartet, dass CRS in Zukunft zu einer wichtigen Musikgröße aufsteige. Im Mai 2008 wurde im Internet ein Remix von N*E*R*Ds Everyone Nose veröffentlicht auf dem neben dem Rapper Pusha T von dem Hip-Hop-Duo Clipse auch Child Rebel Soldier gemeinsam vertreten waren.
Im August 2008 veröffentlichten sie das Mixtape Rebel Music, welches allerdings keine neuen Produktionen enthält, sondern nur aus Remixen von Songs der Solokünstler besteht.

## Zitate
„It depends what it sounds like. We gotta make some more records. Everybody is mad busy, Kanye is doing his record, Pharrell's in the studio, I'm working on my record, so we gonna wait til everything settles down some.“

„Es kommt darauf, wie es klingt. Wir werden noch ein paar Titel aufnehmen. Alle sind total beschäftigt. Kanye arbeitet an seinem Album, Pharrell ist im Studio, ich arbeite an meiner Platte. Also werden wir warten, bis sich alles wieder ein bisschen beruhigt hat.“

Im August 2007 gab Lupe Fiasco in einem Interview mit Billboard.com an, dass die Plattenfirmen der drei Künstler an einer Lösung arbeiteten, um ein gemeinsames Album aufnehmen zu können.

„Now [our labels are] working it out. Whoever is going to pay is going to pay a whole hell of a lot. Everybody is excited, [but] 'Us Placers' is the only record we have.“

„Jetzt arbeiten unsere Labels es aus. Wer auch immer es bezahlen wird, wird eine verdammte Menge zahlen. Alle sind aufgeregt, aber 'Us Placers' ist unser einziger Song.“

## Album
Ein Album der Gruppe war ursprünglich für Ende 2009 angekündigt, ist allerdings nicht erschienen.